# Fluturaș (reclamă)

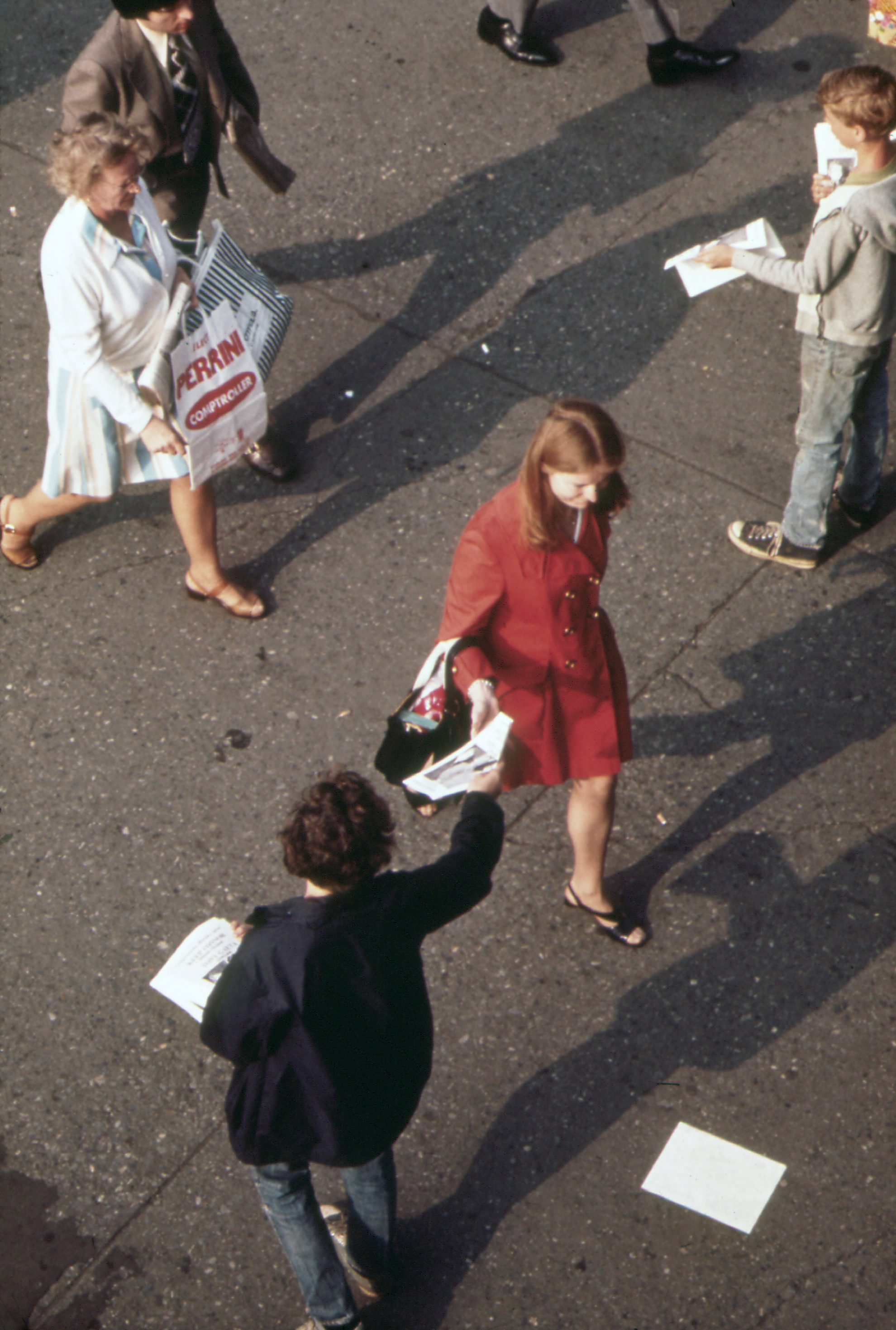
Persoane distribuind fluturași

Fluturașul (numite și pliant) este un material publicitar prin care sunt promovate anumite produse, servicii, etc., distribuite în spațiul public.
La fel ca vederile, pamfletele și posterele mici, fluturașele sunt o formă ieftină de marketing sau informare. Acestea pot avea mai multe formate, printre care:
- A4
- A5
- DL
- A6